# Hans-Christian-Ørsted-Denkmal

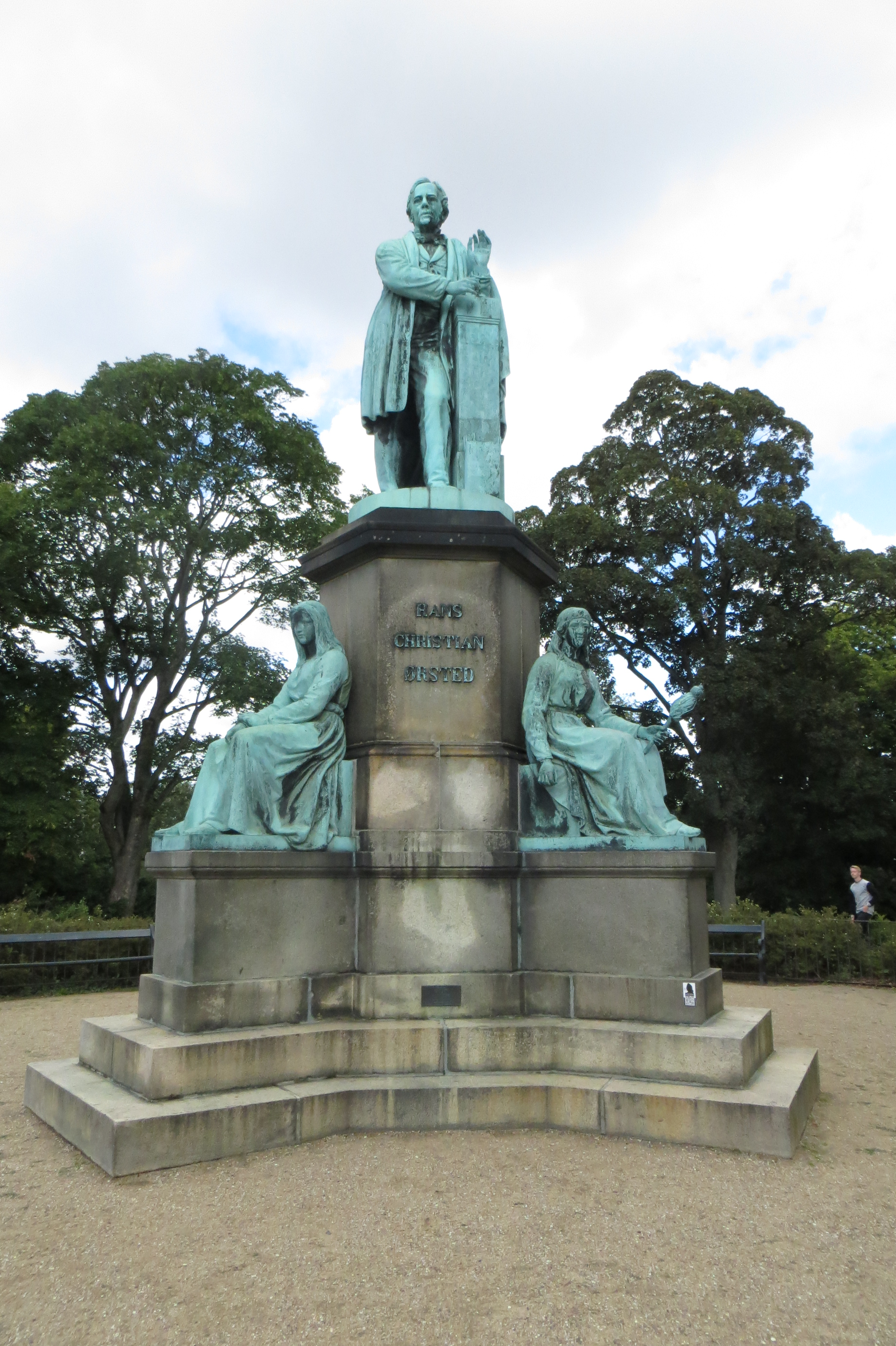
Hans-Christian-Ørsted-Denkmal

Das Hans-Christian-Ørsted-Denkmal (dänisch: Fysikeren Hans Christian Ørsted) ist ein Denkmal im Ørsted-Park im Zentrum von Kopenhagen. Es ist dem Physiker Hans Christian Ørsted gewidmet.

## Geschichte
Die Idee für das Denkmal wurde Anfang 1860 von Elisabeth Jerichau-Baumann geboren und von Hans Christian Andersen in Mit livs eventyr erwähnt. Ein Komitee wurde gegründet, aber es sollte noch 16 Jahre dauern, bis das Denkmal eingeweiht werden konnte. Das Komitee bestand aus dem Politiker Frederik Ferdinand Tillisch, Professor Johan Georg Forchhammer, Ole Berendt Suhr und Hans Christian Andersen. Die erste Sitzung des Komitees fand am 2. Oktober 1981 statt. Mit der Gestaltung des Denkmals wurde Jens Adolf Jerichau beauftragt. Forchhammer starb 1865 und wurde 1867 durch J. C. Jacobsen ersetzt. 1873 begann man, Geld für die Bronzefiguren zu sammeln. Sie wurden in der Gießerei von C. F. Holm in Gammel Mønt gegossen.
Das Denkmal wurde auf Holcks ehemaliger Bastion aufgestellt, als die Arbeiten am Park gerade begonnen hatten. Das Denkmal wurde am 25. September 1876 eingeweiht.

## Beschreibung
Das Denkmal besteht aus einer Bronzestatue von Ørsted auf einem Granitsockel. Es zeigt Ørsted, wie er die Wirkung von elektrischem Strom auf eine Magnetnadel demonstriert. Mit seinen Händen verbindet er die Drähte einer elektrischen Batterie und bringt so einen Magneten zum Schwingen. Zu Füßen der Statue sitzen die drei Nornen oder Schicksalsgöttinnen der nordischen Mythologie: Urðr (die Vergangenheit), die die Vergangenheit und Ørsteds Namen auf eine Tafel schreibt, Verðandi (die Gegenwart), die mit ihrem Spinnrocken den Schicksalsfaden spinnt, und Skuld (die Zukunft), die mit einem Runenstab in der Hand schweigend auf die Fülle der Zeit wartet.